# Samurai Iserlohn
Samurai Iserlohn ist ein deutscher Inline-Skaterhockey-Verein mit Sitz in Iserlohn.
Der Verein spielt in der 1. Bundesliga der Inline-Skaterhockey-Liga Deutschland.

## Geschichte
Der Verein gründete sich am 20. Oktober 1998 in Hemer. Bereits 1999 konnten erste Erfolge verzeichnet werden. Die 1. Herrenmannschaft belegte den ersten Platz in der 2. Bundesliga und stieg in die 1. Bundesliga auf. In der Juniorenbundesliga errang man Platz 4. Die Schülermannschaft belegte Platz 5. Im darauf folgenden Jahr spielte die 1. Herrenmannschaft beim Zürich-Cup mit und erreichte dort Platz 4. In der 1. Bundesliga wurde Platz 9 erreicht. Im Jahr 2002 wurden die Spieler Pascal Poerschke und Sascha Jacobs in die Nationalmannschaft berufen. Vizemeister wurde die 1. Herrenmannschaft im Jahr 2003. Den Aufstieg in die Regionalliga errang die 2. Herrenmannschaft durch das Erreichen eines ersten Platzes bei der Landesliga Westfalen. Die Jugendmannschaft stieg 2003 in die 1. Liga auf, die Schüler wurden NRW-Vizemeister. Beim Europapokalturnier im folgenden Jahr belegte die Schülermannschaft den 2. Platz. 2008 wurden die 2. Herren zum zweiten Mal Regionalligameister.
Nachdem die Samurai Iserlohn 2009 in der 1. Bundesliga Süd spielten, wurden sie in der Saison 2010 wieder in der 1. Bundesliga Nord gesetzt.
In der Saison 2011 qualifizierte sich die 1. Herren als vierter der Bundesliga Nord direkt für die eingleisige Bundesliga.
2012:
In der eingleisigen Bundesliga schlossen die Samurais in der Saison 2012 in der Vorrunde als Dritter ab und waren somit für die Playoffs qualifiziert. Nach einem erfolgreichen Viertelfinale gegen die IVA Rhein Main Patriots schieden die Samurai im Halbfinale gegen TV Augsburg aus.
Der Spiel- und Trainingsbetrieb findet seit Ende 2012 in Iserlohner Heide in der Heidehalle statt.
2013:
Die 1. Herren beendeten zum ersten Mal als Tabellenführer die Vorrunde. In den Playoffs besiegten die Iserlohner im Viertelfinale die Uedesheim Chiefs mit 3:1 und 8:7 und im Halbfinale wurden die Duisburg Ducks mit 6:5 und 7:5 bezwungen. Im Finale trafen das Team aus Westfalen auf den TV Augsburg. Im ersten Spiel in Iserlohn gab es einen 12:9-Sieg nach Verlängerung für das Team aus dem Märkischen Kreis. In Augsburg konnten die Bayerischen Schwaben mit 9:5 zum 1:1 Spielstand ausgleichen. Die entscheidende Begegnung fand wieder in der Iserlohner Heidehalle statt. Den Samurai gelang ein 6:5-Erfolg und sie wurden damit zum ersten Mal in ihrer Vereinsgeschichte Deutscher Meister .
Spieler der Nationalmannschaft Herren:Tim Linke, Lennart Flanz und Jonas Mende (Stand 10.2013).

## Mannschaften 2019

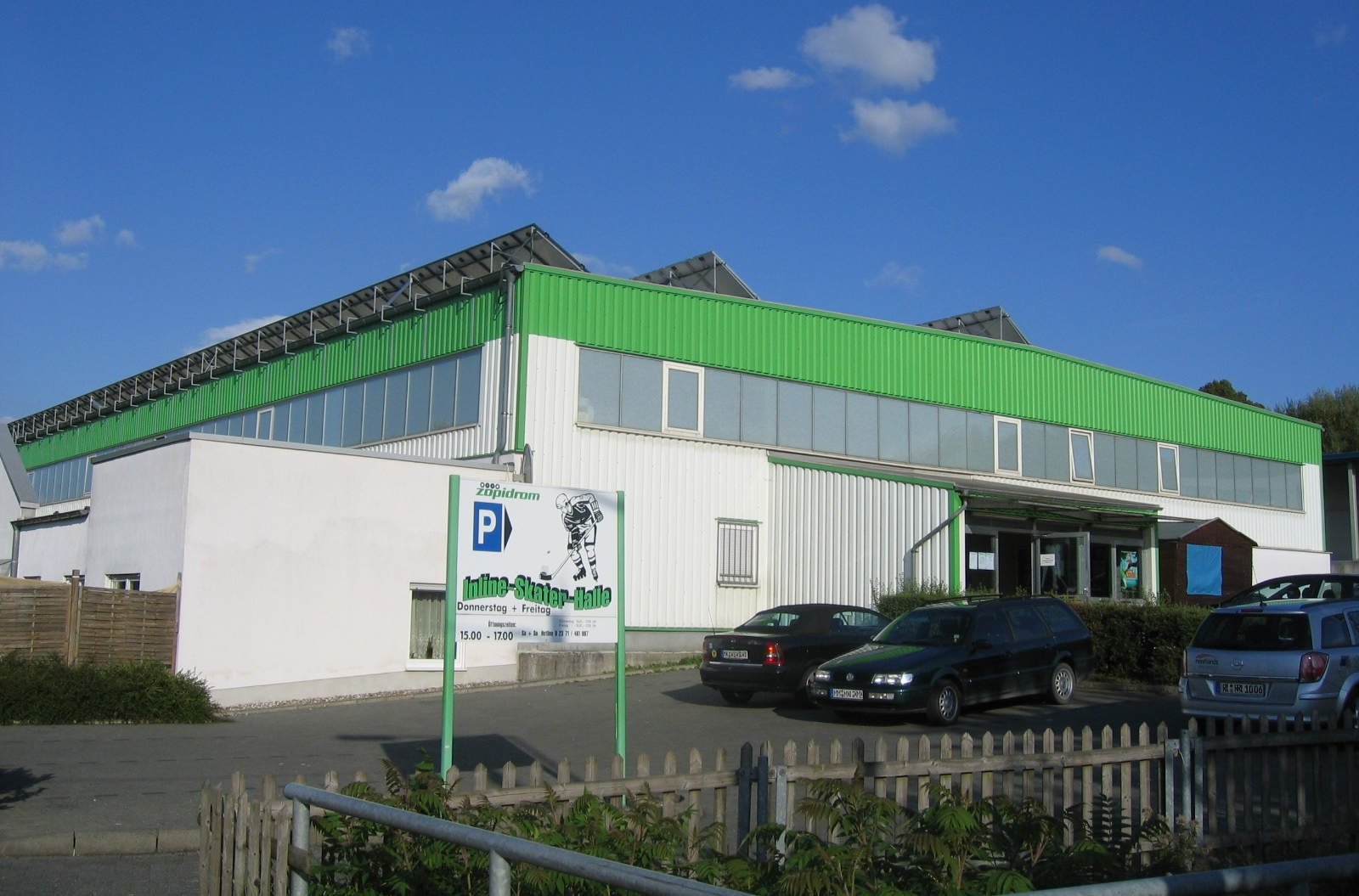
Ehemalige Heimspielstätte Inline-Skater-Halle in Iserlohn-Sümmern

- 1. Herren (1.BLS)
- 2. Herren (RLM)
- 3. Herren (LLW)
- 1. Damen (2. DL)
- Oldies
- 1. Junioren (2.JLWA)
- 1. Jugend (2.JGWA)
- 1. Schüler (1.SL)
- 2. Schüler (2.SLB)
- 1. Bambini (BAMB)